# Unjoo Moon
Unjoo Moon (문은주, Daegu, 1964) es una directora de cine australiana, conocida por la película biográfica de 2020 I Am Woman, que cuenta la historia del ícono feminista internacional Helen Reddy.

## Biografía
Nació en Daegu, Corea del Sur, en 1964, y su padre, Moon dong seok, fue el líder de una asociación de australianos coreanos en Sídney.  Después de llegar a Australia a la edad de 4 años, vivió en Sídney. Moon estudió Artes/Derecho en la Universidad de Nueva Gales del Sur antes de trabajar en la Australian Broadcasting Corporation como periodista de prensa y televisión. Dejó el periodismo para estudiar cine en la Escuela Australiana de Cine y Televisión y Radio, ganó el premio Kenneth B. Myer. Con su pareja, el director de fotografía ganador del Oscar Dion Beebe. Juntos se mudaron a Los Ángeles, donde Moon asistió al American Film Institute, se graduó con una Maestría en Bellas Artes y recibió el Premio de Dirección Franklin J Schaffner.

## Carrera profesional
Moon dirigió The Zen of Bennett, un documental de 2012 sobre el cantante de jazz Tony Bennett, producido por el hijo de Bennett, Danny y Jennifer Lebeau. The New York Times lo describió como "un retrato documental tierno y conmovedor".
Después del tiroteo en Las Vegas de 2017, trabajó con el artista de la palabra hablada In-Q en un video de servicio público sobre la violencia armada .
En octubre de 2021, Moon fue elegida para dirigir Frankly in Love, una adaptación de la novela debut de David Yoon del mismo nombre.

### I Am Woman(2020)

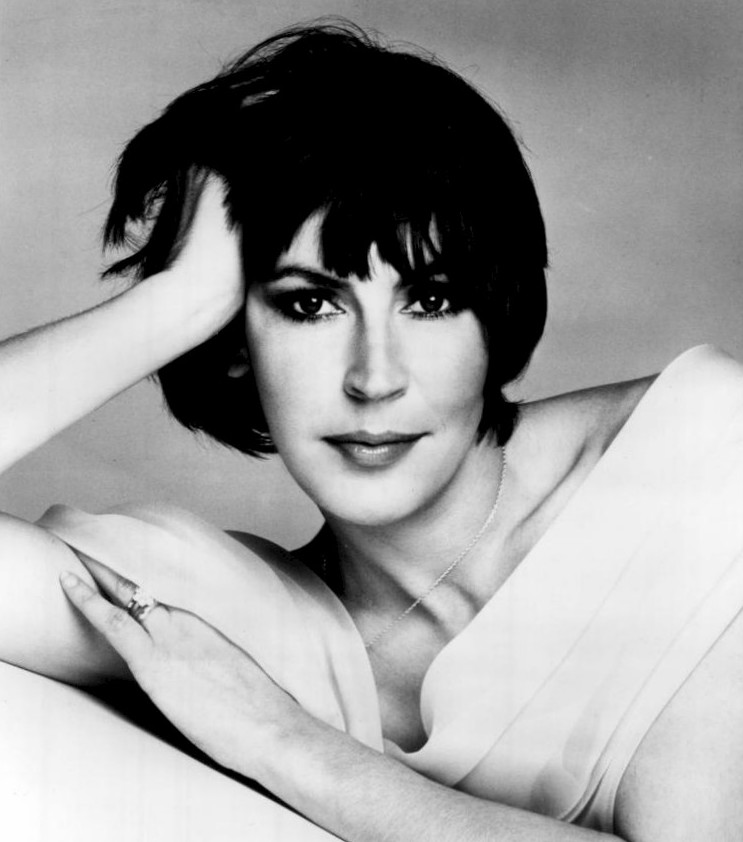
Helen Reddy, 1975

I Am Woman, la película, lleva el nombre de la canción más famosa de la cantante australiana Helen Reddy, I Am Woman, que se convirtió en un himno feminista durante el surgimiento del movimiento de mujeres en la década de 1970. Sigue a Reddy desde su llegada a Nueva York en 1966, pasando por su amistad con la escritora de rock Lillian Roxon y su problemático matrimonio con el manager Jeff Wald. Moon conoció a Reddy en un evento de "G'Day Australia" en Los Ángeles en 2013 y se sorprendió al descubrir que su historia personal, tan entrelazada con el movimiento por los derechos de las mujeres en los EE. UU., nunca había sido contada.
Moon le dijo a un periodista: "Al crecer, recuerdo una época en que mi madre y sus amigas, estas mujeres brillantes, inteligentes y vibrantes, bajaban las ventanas de sus camionetas Volvo, se soltaban el cabello y cantaban muy fuerte cuando la canción de Helen Reddy, I Am Woman, estaba en la radio. Tengo este recuerdo muy fuerte de ver cómo esa canción transformaba a las mujeres, y la letra se quedó conmigo como lo hace con la mayoría de la gente". Le mostró la película terminada a Reddy antes de que la cerraran, y Reddy cantó sus canciones mientras miraba y lloró.
Moon dijo que la película tiene una relevancia particular ahora, en la era #metoo, ya que los derechos de las mujeres han vuelto a la palestra.

### Filmografía seleccionada
- 2017 The Wrong Side of History: Gun Violence[6]
- 2012 The Zen of Bennett[11]
- 2011 Tony Bennett & Amy Winehouse: Body and Soul
- 1998 Sorrow's Child
- 1993 Deadlock[12]
- 1991 Two Fish; Black Sorrow; Flitters; Azzadine[12]

## Premios
- Premio al avance de Athena 2020[13]
- Premio Kenneth B. Myer
- 1999 Mejor Cortometraje; Festival Internacional de Cine de Cortometrajes[14]